# Luule Epner
Luule Epner (bis 1975 Luule Liivaku, * 11. Februar 1953 in Tallinn) ist eine estnische Literaturwissenschaftlerin und Theaterwissenschaftlerin.

## Leben
Luule Epner machte 1971 in Tallinn ihr Abitur und studierte von 1971 bis 1977 an der Universität Tartu Estnische Philologie. Unmittelbar im Anschluss daran erhielt sie eine Forschungsstelle an der Universität Tartu, wo sie 1987 ihre Kandidatenarbeit verteidigte und an der sie auf verschiedenen Positionen bis 2010 tätig blieb. Seitdem ist sie Dozentin an der Universität Tallinn und gleichzeitig Forscherin am Estnischen Literaturmuseum.

## Werk
Epner konzentriert sich in ihrer Forschungsarbeit auf die moderne estnische Dramenliteratur, über die sie seit 1978 Artikel publiziert, teilweise auch als Kritikerin. Auch in ihrer Lehrtätigkeit liegt ihr Schwerpunkt auf der Bühnenliteratur. Sie ist eine der Autorinnen der 2001 erschienenen „Estnischen Literaturgeschichte“, die heute als Standardwerk gilt.

## Auszeichnungen
- 2018 Orden des weißen Sterns, V. Klasse
- 2019 Jahrespreis des Estnischen Kulturkapitals (Essayistik)

## Bibliografie (Auswahl)

### Monografien
- Kitzbergist Raudsepani. Eesti näitekirjandus 1906–1940 Õpik XI klassile. Koolibri, Tallinn 1997. 93 S.
- (gemeinsam mit Epp Annus, Ants Järv, Sirje Olesk, Ele Süvalep und Mart Velsker:) Eesti kirjanduslugu. Koolibri, Tallinn 2001. 703 S.
- (gemeinsam mit Monika Läänesaar, Anneli Saro) Eesti teatrilugu; Teatrikunst. Gümnaasiumiõpik. Ilo, Tallinn 2006. 282 S.
- Mängitud maailmad. Tartu Ülikooli Kirjastus, Tartu 2018. 287 S.

### Aufsätze
- "Võõrastest inimestest" "Valguse põiguni". Paul-Eerik Rummo näitekirjanikuna, in: Keel ja Kirjandus 4/1994, S. 210–224.
- Meeled ja mõistus. Sissejuhatus Madis Kõivu dramaturgiasse, in: Keel ja Kirjandus 3/1995, S. 145–155, 4/1995, S. 225–233.
- Playing with Classics in Contemporary Estonian Theatre, in: interlitteraria 7 (2002), S. 117–129.
- Nikolai Baturin, an Unusual Estonian Writer, in: Estonian Literary Magazine 19 (2004), S. 24–27.
- Director as Playwright in Postdramatic Theatre, in: interlitteraria 12 (2007), S. 210–224.
- Rändajad ja paigalised. Tähelepanekud Jaan Kruusvalli loomingust, in: Looming 12/2010, S. 1711–1724.
- Tõelu ja unes-elu. Tähelepanekuid Mari Saadi tegelaste tajukogemustest, in: Looming 5/2012, S. 719–729.
- Ene Mihkelsoni arhelugu. Kirjeldusi ja tõlgendusi, in: Looming 10/2014, S. 1436–1450.
- Kokkusaamisi eesti kultuurilooga Madis Kõivu dramaturgias, in: Looming 8/2016, S. 1161–1173.
- Jaan Undusk kirjanikuna, in: Looming 11/2018, S. 1594–1608.
- Rein Saluri loomingust: lisandusi ja lähivaatlusi, in: Looming 9/2019, S. 1316–1330.
- Kultuurilugu ja kujutelu. Tähelepanekuid Andrus Kivirähki loomingust, in: Looming 8/2020, S. 1156–1167.
- Vahing-teater-Vahing, in: Looming 2/2022, S. 236–250.

### Sekundärliteratur
- Ülo Tonts: Luule Epner filoloogiakandidaadiks, in: Keel ja Kirjandus 11/1987, S. 694–695.
- Eesti teatriteaduse perspektiivid. Pühendatud Luule Epnerile. Tartu Ülikooli Kirjastus, Tartu 2013. 207 S.